# Culture de Golasecca
Subdivisions
G IA ; G IB / G IIA ; G IIB ; GIIC / G IIIA ; G IIIB ; G IIIC
Objets typiques
Casque de Negau ; char de type hallstattien ; épée courte dite à antennes celte ; fibules en bronze d'importation étrusque ; vase dit de Schnabelkanne ; ciste dite à cordons ; kyatos, en bronze ; divers objets de vaissellerie d'importation étrusque, italique, et grecque et des aires d'habitat de type oppidum.
La culture de Golasecca est une culture archéologique qui s'est développée en Italie du Nord durant le premier âge du fer. Elle doit son nom au village de Golasecca, en Lombardie, où elle a été mise en évidence pour la première fois à partir de 1822. Cette culture est associée aux peuples celtes de la plaine du Pô. L'ère dite de Golasecca commence à partir des premières migrations celtes en Italie du Nord vers 850 av. J.-C. et se conclut avec le début des premières vagues d'invasions gauloises de la plaine du Pô, vers 375 av. J.-C.,.

## Aire géographique
| a b c d e f g h i j k l m n o p q r |

Les deux grands pôles golasecciens sont représentés par les symboles : étoile à 4 branches rouge. La sépulture se localise au sud du lac de Côme et la région à proximité de Castelletto Sopra Ticino, sur les rives du Tessin. Ces deux principaux centres proto-urbains de la culture de Golasecca s'étant imposés au rang européen des flux commerciaux et géopolitiques au cours du VIIIe siècle av. J.-C. et VIIe siècle av. J.-C., pour le premier, et à partir du milieu du VIIe siècle av. J.-C., pour le second,,,,,,. Ces centres d'importance sont attribués respectivement aux moitiés orientale et occidentale l'aire d'extension de la culture de Golasecca, soit Golasecca type 1 et Golasecca type 2,,,,,,,.

## Historique

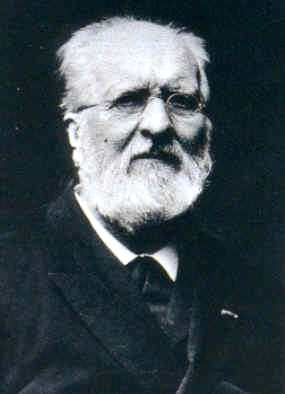
Portrait en photo de l'archéologue et anthropologue Gabriel de Mortillet.

La dénomination provient des fouilles conduites à partir de 1822 par l'abbé Giani sur le territoire de la commune de Golasecca dans la province de Varèse,. La plupart des objets inventoriés proviennent de nombreuses sépultures situées dans une zone bordant la rive gauche du Tessin lombard. Ces sépultures appartiennent à de vastes nécropoles, dont notamment celles de Sesto Calende, de Golasecca et de Castelletto sopra Ticino,. L'abbé Giani publie un premier rapport de fouilles en 1824. Toutefois, ce dernier donne une interprétation erronée du résultat de ses découvertes. En effet, dans son compte rendu archéologique, il analyse les artéfacts funéraires comme étant des objets appartenant à la civilisation romaine. Par ailleurs, celui-ci attribue leur datation à la période du IIIe siècle av. J.-C..
Plus précisément, l'abbé Giani pense être en présence d'un cimetière de guerre établi lors de la bataille du Tessin opposant les armées carthaginoises de Hannibal face aux troupes romaines de l'époque républicaine de Scipion l'Africain, en -218,,.

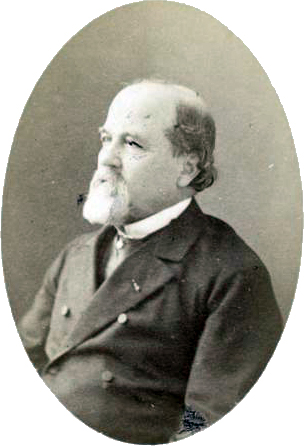
Photo de l'archéologue Alexandre Bertrand, à la fin du XIX.

En 1865, les études concernant les premières mises au jour de l'abbé Giani sont reprises par l'archéologue Gabriel de Mortillet. Dans un premier temps, celui-ci contredit l'analyse du prêtre en assignant les découvertes archéologiques à une culture préromaine du premier âge du fer sur une période,. Dans un second temps, ce dernier identifie les artéfacts mortuaires avec plus d'approfondissement et au moyen de nouvelles techniques d'études : il conclut à un très probable substrat celtique. En marge de cet élément, l'archéologue met en évidence des similitudes concrètes avec d'autres objets issus de la culture de Hallstatt. Cette comparaison vient confirmer et accréditer sa thèse selon laquelle il s'agirait non pas de matériels provenant d'une sépultures de faciès archéologique romain, mais de type celte. Au cours de la deuxième moitié des années 1860, Gabriel de Mortillet effectue de multiples voyages sur les sites archéologiques lombards et ramène une partie de la collection d'artéfacts de l'abbé Giani, afin d'enrichir le musée des antiquités nationales de Saint-Germain-en-Laye, dont il est vice-conservateur.
Au cours des années 1870, les fouilles s'échelonnent sur d'autres sites (dont la nécropole de Ca'Morta, à Côme), tout au long de la fin du XIXe siècle,. Alexandre Bertrand, alors conservateur du musée des antiquités nationales, se rend à son tour sur place en 1873 et entreprend lui-même des recherches sur quelques sites. Grâce à la collaboration des archéologues français, italiens et allemands réunis au congrès archéologique de Stockholm en 1874, ce dernier établit, aux côtés de Gabriel de Mortillet, une chronologie précise de ce nouveau faciès culturel, au moyen des divers rapports archéologiques effectués depuis 1824. L'archéologue français divise ce dernier en trois périodes de 900 à 380 avant notre ère. En outre, il affecte à cette civilisation d'Italie septentrionale de l'âge du fer le terme scientifique de culture de Golasecca. Il répertorie ainsi la période dite de Golasecca I, s'étalant de -1040 à -780, Golasecca II, comprise entre -780 et -450, et enfin celle de Golasecca III circonscrite entre - 450 et - 380. Elle prend fin avec l'invasion gauloise dans la vallée du Pô en 388 av. J.C. En outre, au cours de ce sommet anthropo-archéologique suédois, Alexandre Bertrand entérine de façon définitive le substrat ethnique des populations de culture golaseccienne : selon le scientifique parisien, il s'agit de tribus appartenant à la koïné celtique.

## Principaux sites archéologiques

### Tombes des guerriers de Sesto Calende

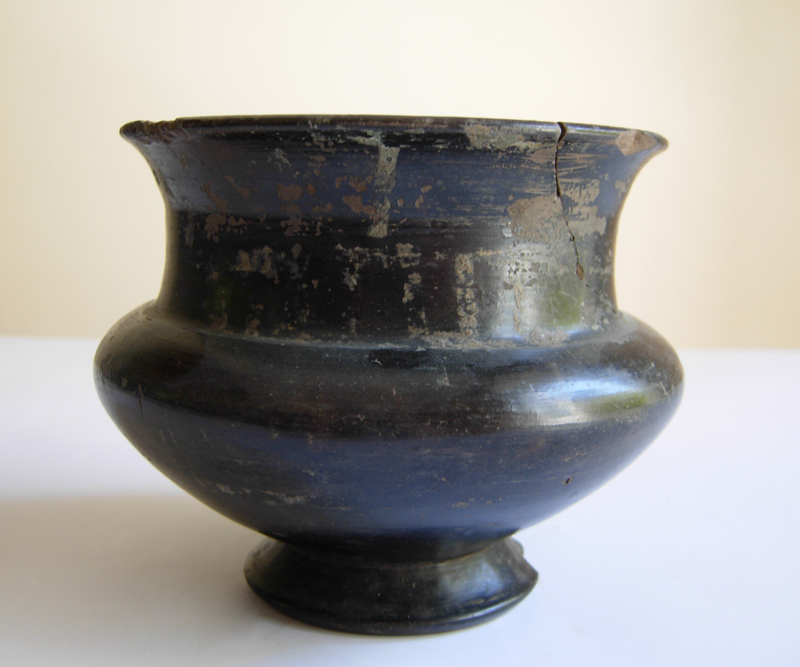
Verre à boisson à panse en S ou panse dite globulaire. Musée archéologique de la Villa Mirabello, à Varèse, Lombardie.

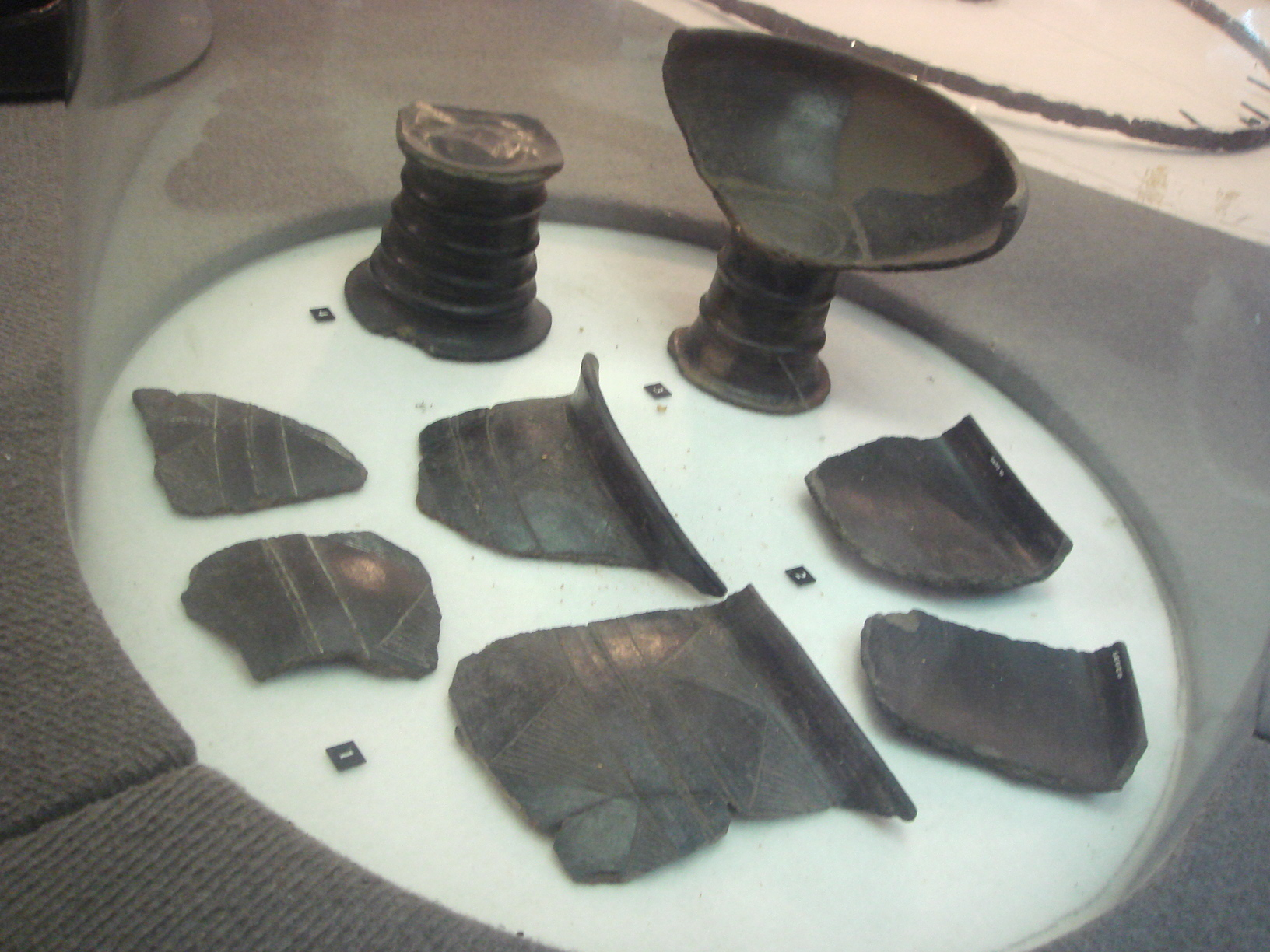
Éléments du viatique de la tombe du guerrier de Sesto Callende.

En décembre 1928, au sein du village de "La Castiona", dans la banlieue proche de Sesto Calende, une seconde tombe est mise au jour, venant ainsi compléter la première tombe découverte en 1867, distante d'environ 100 m. La tombe, dite « du guerrier », se présente sous une forme circulaire d'environ 60 cm de profondeur et repose sous un volumineux tumulus. On établit que le caveau funéraire nouvellement mis au jour, s'inscrit dans la nécropole de Sesto Calende. Le viatique est identifié en plusieurs étapes, lesquelles s'effectuent de 1928 jusqu'à la fin du premier semestre 1930. Du mobilier funéraire extrait, inventorié, et enfin analysé, on met en évidence que la tombe appartient au contexte archéologique de Golasecca. Les objets et artéfacts retrouvés présentent des caractéristiques d'opulence et, en outre, de diversité de par leurs provenances et/ou influences stylistiques : étrusques (telles que des cistes en bronze), celtes, à l'image d'un bassin et de fibules ouvragés en bronze mais également grecques, en regard des nombreuses céramiques et œnochoés.
On constate de prime abord que le viatique du caveau funéraire est factuellement pourvu de deux chars funéraires. Par conséquent, on peut en déduire que la tombe du guerrier de Sesto Calende est de type tombe à char.
Par ailleurs, il est remarquable que le viatique de la tombe du guerrier soit également pourvu d'une urne funéraire, de diverses armes dont des épées en bronze ainsi qu'une situle de provenance étrusque et datée du VIIe siècle av. J.-C.
L'urne funéraire, munie d'un couvercle, renferme les cendres de la personne défunte, il s'agit donc d'une tombe sujette au rite funéraire par incinération. Elle est attribuée aux deux subdivisions archéologiques de "Golasecca II A" et de "Golasecca II B" ce qui permet d'affiner la datation du site funéraire. En outre, la présence d'armes et notamment d'épées, suggère que la personne défunte est très probablement de sexe masculin et de surcroît possédant une fonction guerrière.
Enfin compte tenu de la richesse et de la diversité d'origine du mobilier funéraire, on met en lumière que la tombe est très probablement de typologie princière.

### Tombe de Trezzo sull'Adda
Cette tombe est localisée au sein d'une nécropole, dans le voisinage de la ville de Milan. La nécropole est étalonnée du VIIe siècle av. J.-C. au IVe siècle av. J.-C. et la sépulture peut être elle-même attribuée aux environs de la première moitié du VIe siècle av. J.-C. grâce à l'analyse du viatique découvert sur le site.
Outre la richesse factuelle de l'ensemble des objets extraits de la tombe indiquant un statut hiérarchique élevé de la personne défunte, le mobilier funéraire présente la particularité de comporter une situle en bronze dotée d'un couvercle, également ouvragé en bronze ; ces deux artéfacts s'inscrivent dans le même contexte archéologique que les cistes à cordons. En outre, on a pu attester, compte tenu de la stylistique et des techniques d'ouvrage utilisées, que les deux objets sont probablement d'une provenance manufacturière identique à de nombreux autres objets disséminés sur les différents sites archéologiques golasecciens et notablement du site funéraire de Hochdorf (on pense notamment aux ornementations de bronze décorant la kliné du char d'apparat de ladite sépulture).

### Oppidum de Bergame
Bergame et ses alentours commencent à prendre un essor dès le début du Ier millénaire av. J.-C. Les populations prenant pied dans la région via les Alpes sont essentiellement celtes et se mélangent aux tribus indigènes préétablies composées d'Italiques (tels que les Ligures), mais également d'origine étrusque ou apparentées aux Étrusques, tels que les Rhètes. Néanmoins, ce n'est qu'aux environs de la fin du VIe siècle av. J.-C. et début du Ve siècle av. J.-C. que l'on peut établir la réelle fondation de l'oppidum de Bergame. Il est mis en évidence, en regard et au moyen des sources archéologiques découvertes, identifiées et attestées, que l'oppidum de Bergame est la capitale de la tribu des Orobiens et serait également le centre névralgique de l'aire culturelle golaseccienne. Le site archéologique de Bergame est, à l'instar des autres oppida golasecciens, associé à une nécropole sise dans le voisinage géographique proche ; dans le cas de celui de Bergame, il s'agit de la nécropole de Brembate Sotto localisée au sein de la banlieue de la ville de Bergame. En outre, les spécialistes s'accordent à confirmer une position économique essentielle que l'on peut attribuer à l'oppidum de Bergame, ce dernier se trouvant au cœur d'un vaste réseau de routes de l'âge du fer.

### Nécropole de Ca'Morta

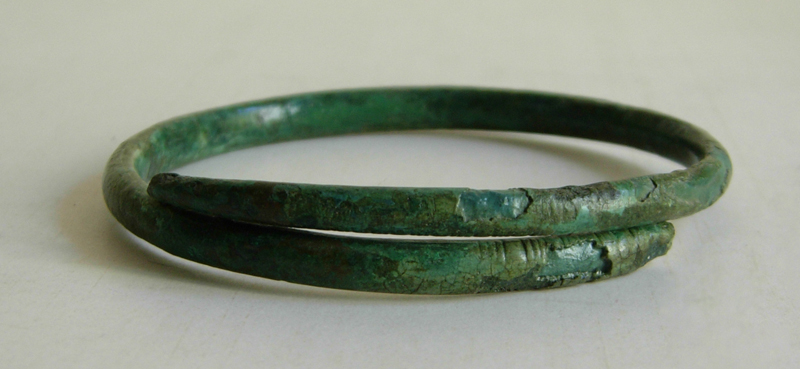
Bracelet d'apparat serpentiforme en bronze. Golasecca II A., fin du VIIe siècle / début du VIe av. J.-C.. Museo Archeologico Villa Mirabello, Varese

La nécropole de Ca'Morta, dans le contexte archéologique golaseccien est significative à maints égards. En l'occurrence elle donne une approche globale des probables relations économiques, culturelles et politiques de l'aire de la culture golaseccienne avec des territoires celtes de culture hallstattienne et, dans une moindre mesure, des territoires hellénistiques et également italiques, au cours du second âge du fer. La nécropole, à l'instar des autres nécropoles de types golasecciens, demeure partiellement mise au jour ; la tombe la plus remarquable de la nécropole de Ca'Morta est la Tombe III/1928.

### Oppidum de Parre
En 1883, au cours d'un labour agricole, une importante quantité de bronze (plus de 1 000 kg) est découverte dans le bourg de Castello près de Parre, au sein de la vallée de Seriana. La « manne bronzifère » est, après étude, assignée au Ve siècle av. J.-C. Ce trésor archéologique se présente sous la forme de lingots bruts mais également sous forme de produits manufacturés ouvragés, tels que des ornementations, des fibules, diverses vaisselleries utilisées pour la boisson, des armes et de nombreux bijoux. Par ailleurs, on identifie des résidus carbonés. L'ensemble de ces objets indique qu'il s'agirait probablement de l'emplacement d'un atelier manufacturier appartenant à un oppidum.
Une poursuite des fouilles est réalisée en 1983, non loin de la première découverte. Sur une superficie non négligeable, on retrouve un ensemble de nombreuses céramiques qui peuvent être attribuées de manière approximative au second âge du fer. Par la suite la Société archéologique de Milan entreprend d'effectuer une série de fouilles s'échelonnant de 1983 à 1994 sur une plus grande aire de recherche ; on y découvre une habitation et plusieurs éléments de pierre apprêtés d'un agglomérat d'une sorte de mortier, se répartissant sur un pourtour en forme d'arc de cercle grossier — ce qui induirait la présence probable d'une enceinte et/ou d'une proto-enceinte — le tout datant du XIIe siècle av. J.-C. au Xe siècle av. J.-C. correspondant incidemment à une période dite proto-golaseccienne. Divers artéfacts en bronze et en céramiques sont également mis au jour. On pose le postulat de l'existence d'un oppidum, dont les caractères sont de typologie centropréalpins et plus exactement golasecciens.
Les vestiges et artéfacts provenant de l'oppidum de Parre sont conservés au musée archéologique de Bergame et également au parc archéologique de la ville de Parre.

## Sépultures

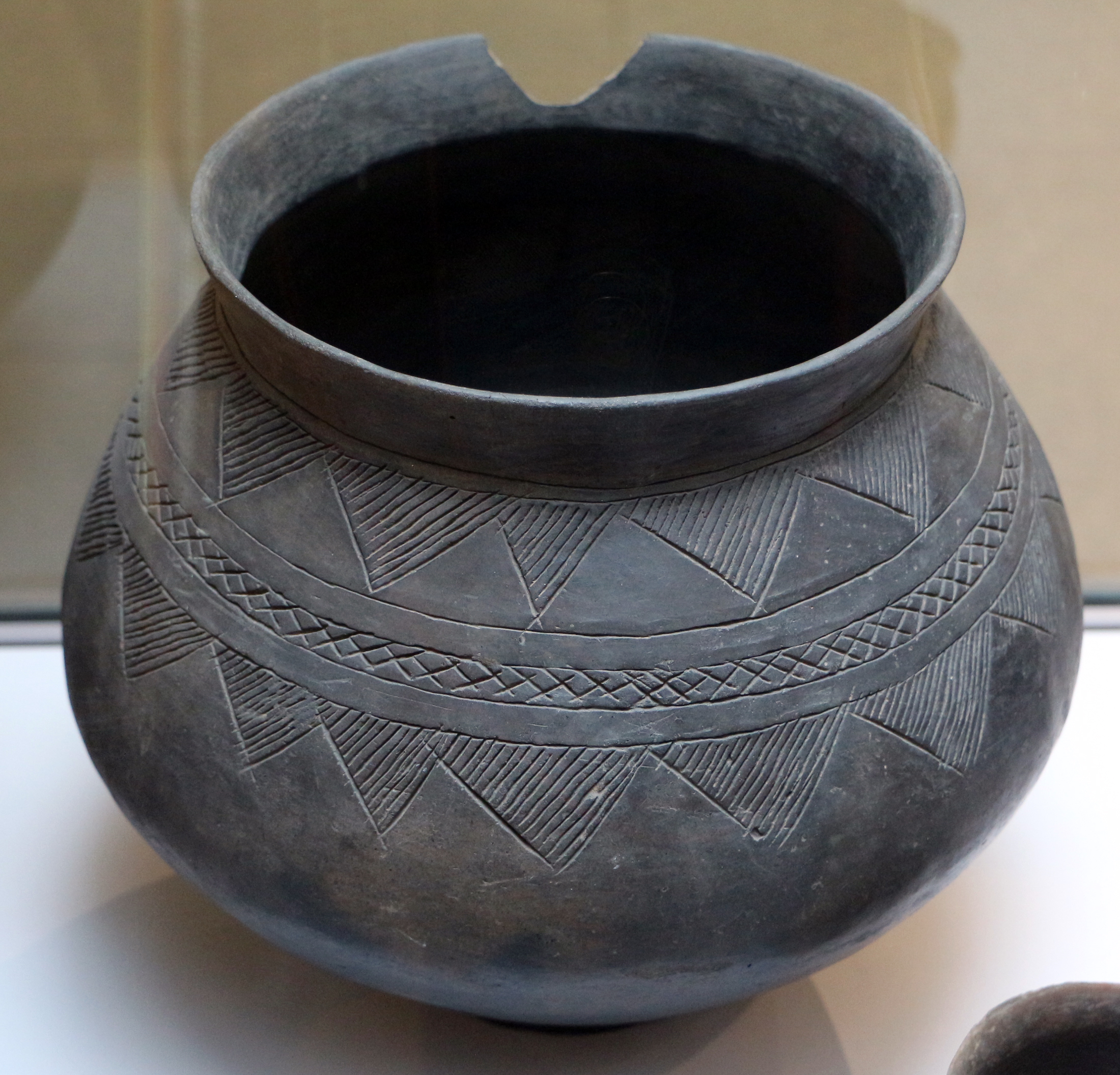
Urne cinéraire avec décoration à dents de loup, Varallo Pombia, env. 710-690 av. J.-C.

La culture de Golasecca se caractérise essentiellement par le rite funéraire de crémation ; incidemment, il en résulte que la culture de Golasecca est dite culture à urne funéraire. De fait et les sites archéologiques funéraires du territoire golaseccien en attestent, les restes de la personne défunte se présentent sous la forme de cendres gisant au sein d'une urne — ouvragée en bronze dans la plupart des cas et d'une manière plus rare, les cendres sont incorporées dans une ciste en pierre sculptée faisant office d'urne funéraire —.
Néanmoins, il faut nuancer ce constat ; une culture de crémation seule (c'est-à-dire sans recours à une mise en urne) aurait, selon les spécialistes, précédé une culture d'urne complète et ce au cours d'une phase chronologique dite "proto-golasecienne".
À l'instar du site d'étalonnage archéologique de Golasecca, l'ensemble des autres sites archéologiques dit « golasecciens » où l'on a découvert la plupart des objets et des artéfacts sont des nécropoles. Par ailleurs, les centres politiques, économiques et culturels (oppida) sont chronologiquement relativement tardifs (vers la fin du VIe siècle av. J.-C., début du Ve siècle av. J.-C.) ; ils sembleraient induits par des implantations et/ou des colonisations (probablement celtiques) des territoires préalablement peuplés de populations italiques, celto-italiques et étrusques. Il demeure que chaque oppidum identifié dans l'aire golaseccienne est systématiquement précédé de l'implantation d'une nécropole à laquelle ce dernier s'associe.
En outre, les caveaux funéraires golasecciens sont généralement creusés en terre où repose l'urne et l'ensemble du viatique qui lui est associé. Par ailleurs, les tombes sont la plupart du temps surmontées d'importants tumulus de pierre d'aspect approximativement circulaire.
Le mobilier funéraire semble souvent pourvu d'armes en bronze, d'armures en métal, de harnachements pour chevaux complets ou partiellement complets, de vaisselleries diverses (telles que des œnochoés) mais également de char d'apparat. Au sein du viatique, on note également la présence très fréquente de fibules et de situles façonnées en bronze, ainsi que de nombreuses reliques en métal (en bronze ou en argent) se présentant sous les formes de bijoux, torques, etc. Ces derniers artéfacts cités mais également le char d'apparat demeurent cependant des marques soulignant le haut statut hiérarchique de la personne défunte et il en résulte que les tombes mises au jour sont rares à en être pourvues

## Production et commerce
Les populations de la culture de Golasecca pratiquent l'agriculture, l'élevage et le tissage. La structure sociale est hiérarchisée, l'habitat étant composé de villages auxquels sont associées des nécropoles.
Le territoire de cette culture occupe une position stratégique entre le monde celte du Hallstatt d'une part, l'Italie méditerranéenne des Étrusques et les colonies grecques d'autre part, le long des voies se reliant aux cols du Petit-Saint-Bernard, du Simplon et du Saint-Gothard. Les produits échangés sont essentiellement du sel, de l'ambre, de l'huile, des céréales, du vin et de la viande salée.

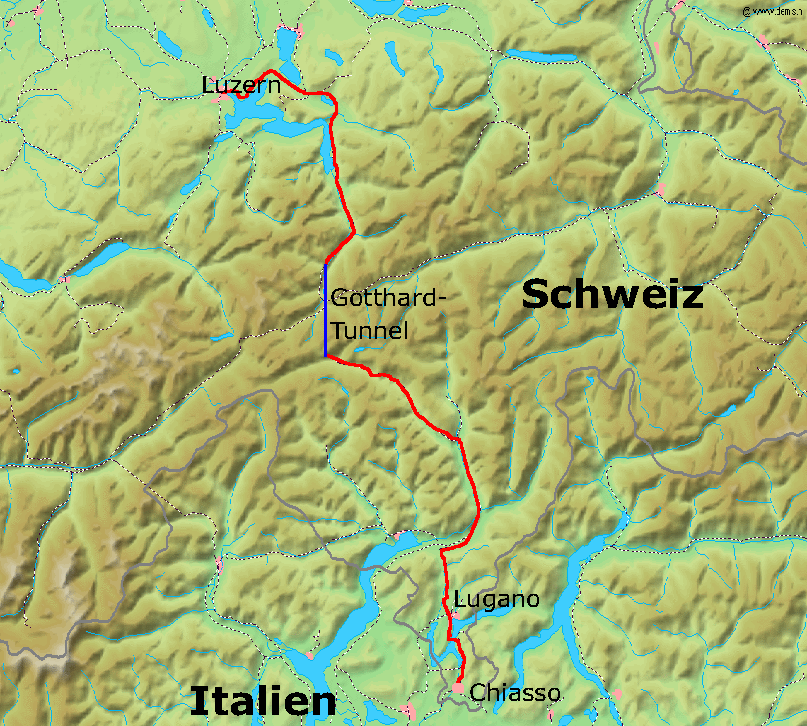
Carte de la route du Saint-Gothard.

En particulier, le col du Saint-Gothard, situé dans les Alpes suisses et reliant Lucerne à Bellinzone au Tessin, est une connexion importante entre les territoires hallstattiens et les territoires golasecciens. Ce col se présente comme l'un des points centraux de l'aire géographique golaseccienne.
La production artisanale se manifeste par la réalisation de vases en argile, d'objets métalliques tels que des fibules fabriquées par fusion ou procédé laminaire. Les décorations sont influencées par l'art étrusque, les bijoux féminins étant décorés de corail jusqu'à sa raréfaction au IVe siècle av. J.-C.
La présence d'importantes ressources métallifères sous forme de gisements dus à la formation des montagnes préalpines mais également le côtoiement de nombreuses vallées fluviales et de lacs (lac Majeur et lac de Côme) générant une dynamique agricole prospère, induisent une économie rentable et florissante. En outre la position géographique du territoire golaseccien semble consolider et multiplier les échanges commerciaux avec d'autres, y compris des territoires situés à de grandes distances.
Par ailleurs et sur un plan strictement économique, l'aire géographique golaseccienne fait figure de zone tampon, voire de carrefour, entre les territoires hallstattiens vers lesquels elle exporte notamment des produits manufacturés en bronze et la vallée du Pô.
De manière générale, la culture de Golasecca apparaît soumise à de multiples influences, d'une part par les Celtes au nord (avec la culture hallstattienne) essentiellement au cours du VIe siècle av. J.-C. et du Ve siècle av. J.-C. et d'autre part par les Étrusques au sud, dont l'influence prend principalement effet aux XIXe siècle av. J.-C., VIIIe siècle av. J.-C. et VIIe siècle av. J.-C.

## Ethnie et langue
La population du domaine Golasecca se distingue par l'acquisition précoce de l'écriture (fin du VIIe siècle av. J.-C.) résultant de l'adaptation de l'alphabet étrusque à une phonétique celtique. L'alphabet est dit alphabet de Lugano,,,,, et repose sur l'étude des inscriptions lépontiques,. Partie intégrante du territoire du peuple celte des Insubres depuis au moins le VIe siècle av. J.-C., le territoire de la culture de Golasecca relève de la Gaule cisalpine après l'établissement des Gaulois en Italie du Nord au début du IVe siècle av. J.-C..

Substrat linguistique de la culture golaseccienne
Synthèse cartographique des différents groupes linguistiques de la péninsule italienne.
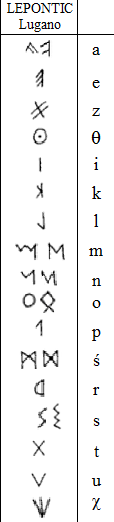
Caractères de l'alphabet lépontique, également appelé alphabet de Lugano[42].
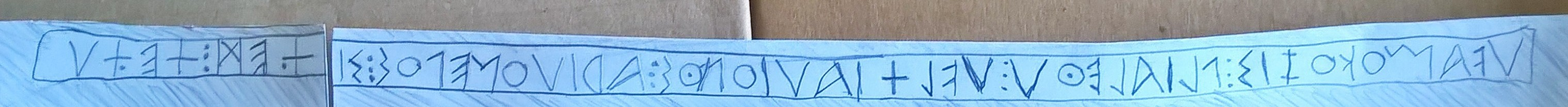
Inscription épigraphique mise au jour à flanc de colline, au sein du faubourg comense de Prestino di Como, dans l'agglomération occidentale de la ville de Côme, en Lombardie[43],[44].

Les principales ethnies des cultures de Hallstatt et de La Tène
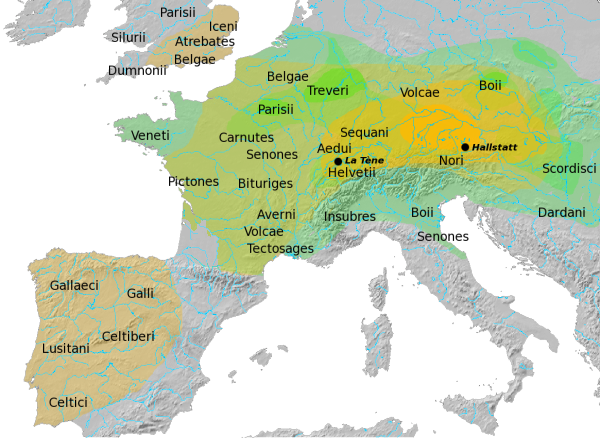
Carte géographique des principales ethnies de la culture de Hallstatt et de La Tène

Au cours du XIXe siècle et début du XXe siècle, la problématique portant sur les origines ethniques du ou des peuple(s) implantés sur le territoire golaseccien est la source de débats et de controverses. Cependant, il se dessine la thèse générale que les Ligures et/ou Celto-Ligures constitueraient, en définitive, la base ethnique des peuples s'inscrivant au sein de la zone géographique de la civilisation de Golasecca.
En outre, on parvient à déterminer par la suite avec plus d'exactitude une identité ethnique propre à Golasecca; plusieurs indices convergent et posent le postulat que les Orobiens ou Orobii, pourraient être assimilés et/ou apparentés aux Ligures et Celto-Ligures à l'instar des Insubres et des Lépontiens. En effet, des sources littéraires et épigraphiques antiques apportent plusieurs indices sur l'établissement et l'implantation des Orobiens dans l'Italie centro-septentrionale qui couvrirait approximativement l'actuelle Lombardie. De plus, des études archéologiques réalisées au cours du XXe siècle viennent appuyer cet argument, lesquelles assigneraient les Orobiens à la culture golasecienne.
En revanche, il est établi que cette filiation ethnique n'aurait eu cours qu'à partir du VIIe siècle av. J.-C., les racines des peuples des populations précédemment installées demeurant à priori de type proto-celtique mais également étrusque.

## Chronologie

### Golasecca I

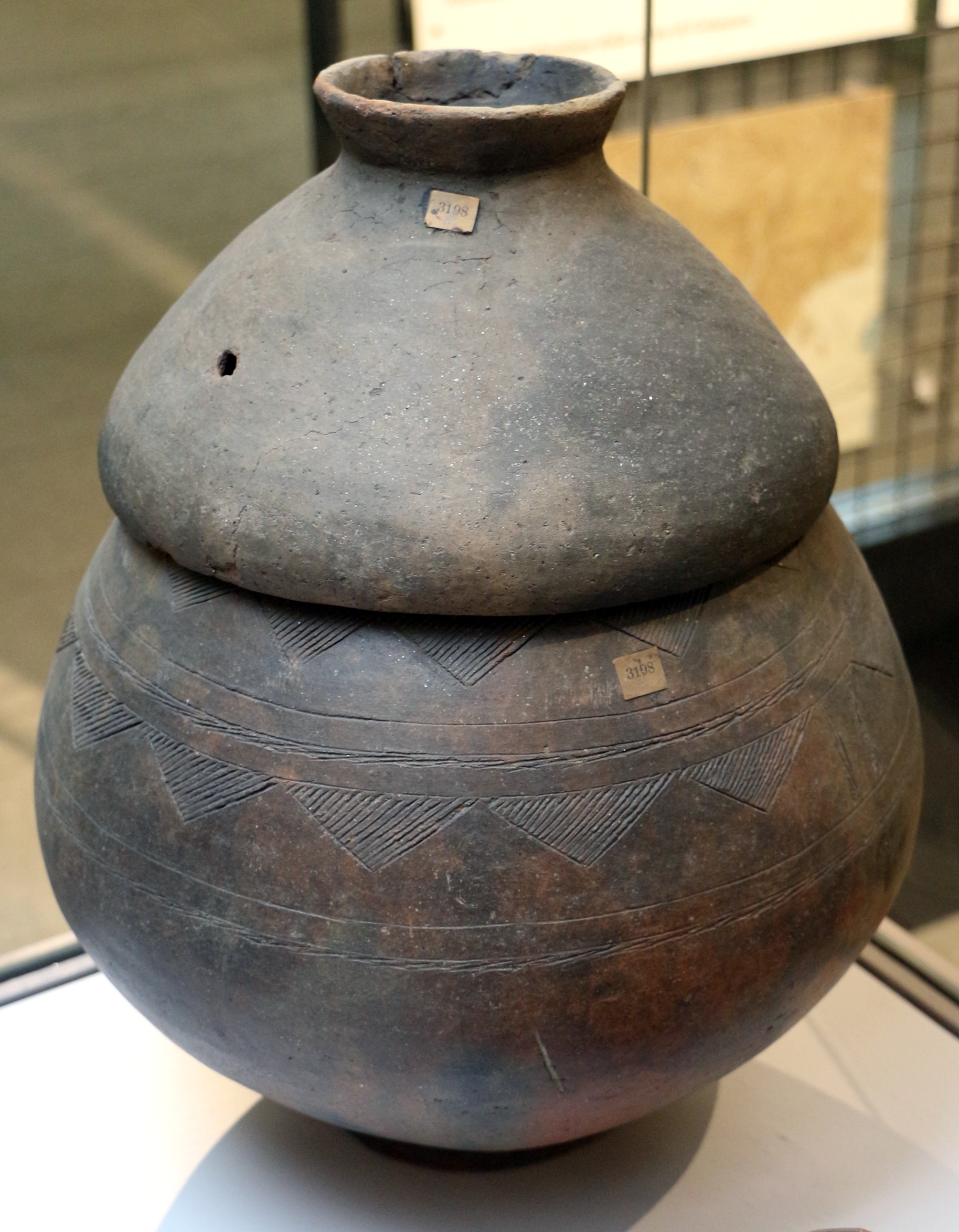
Golasecca I C, urne cinéraire avec couvercle,

Cette première période fait suite à une période dite de proto-Golasecca (laquelle est elle-même précédée de la culture de Canegrate finissant vers -1200) qui s'étale du début du XIIe siècle av. J.-C. à la fin Xe siècle av. J.-C. Golasecca I se subdivise en trois sous-périodes :
- Golasecca I A, sous-période archéologique dont les dates exactes sont relativement approximatives et variables selon les spécialistes, à l'instar des autres subdivisions de la culture de Golasecca. En revanche, on peut retenir que celle-ci s'étale du Xe siècle av. J.-C. au VIIIe siècle av. J.-C.[47] ;
- Golasecca I B, période dont l'étalonnage chronologique s'étend de la seconde moitié du VIIIe siècle av. J.-C. aux alentours de la première moitié du VIIe siècle av. J.-C. Factuellement, il s'agit d'une subdivision archéologique essentiellement marquée par une influence étrusque[46];
- Golasecca I C, subdivision qui prend pied sur les deux derniers tiers du VIIe siècle av. J.-C. Cette phase est du contexte chronologique d'une première invasion des Celtes en Italie du Nord, et voit surgir un changement dans le faciès archéologique golaseccien que l'on peut identifier au travers des découvertes effectuées dans les différentes nécropoles golasecciennes ; on peut ainsi observer une influence halstattienne[46];

### Golasecca II
L'ensemble de cette phase chronologique se distingue par des indices très nets et relativement équilibrés sur le faciès archéologique golaseccien des deux influences simultanées étrusque et hallstattienne.
- Golasecca II A, période archéologique qui commence au début du VIe siècle av. J.-C. et se prolonge jusqu'en -525 ;
- Golasecca II B, laquelle est comprise entre -525 et -475[48].

### Golasecca III
- Golasecca III A1, période qui débute de -475 av. J.-C., pour se finir vers -440 av. J.-C ;
- Golasecca III A2, cette dernière s'étendant de -440 av. J.-C. vers -400 av. J.-C ;
- Golasecca III A3, subdivision archéologique qui clôt l'ensemble de l'ère de la culture de Golasecca, laquelle commençant en -400 av. J.-C. et se prolongeant jusqu'en -375 av. J.-C..

La deuxième invasion celte — et notamment gauloise — au tout début du IVe siècle av. J.-C. (plus précisément vers -375 av. J.-C., marque de manière indubitable le faciès archéologique golaseccien par un apport remarquable de typologie hallstattienne et un déclin notable de l'influence étrusque, en regard du matériel archéologique mis au jour et que l'on peut assigner à la période "golasecca III A3".
En outre, il est notable que la totalité des deux subdivisions Golasecca III A2 et Golasecca III A3 correspondent exactement à la période chronologique de La Tène A.

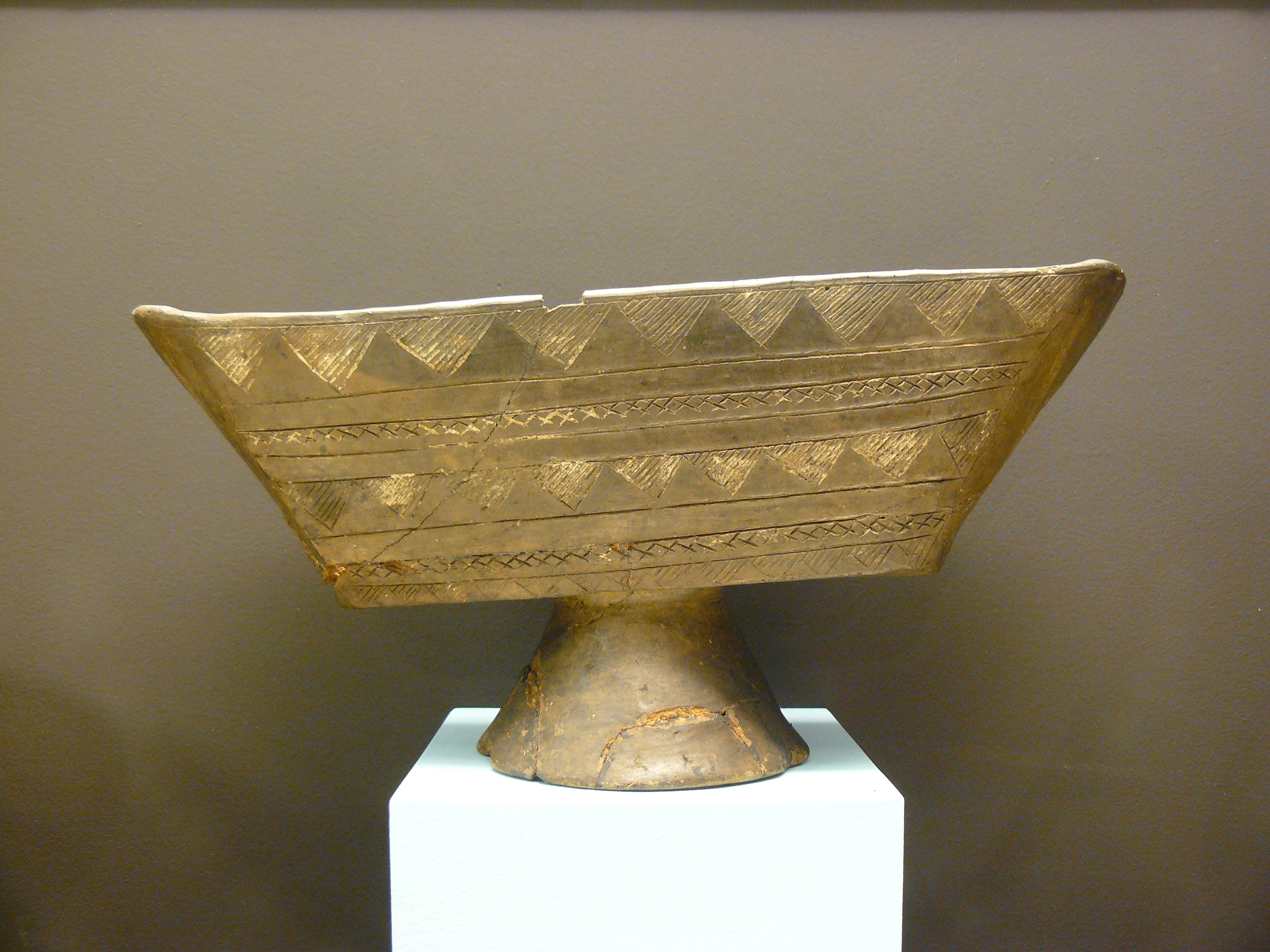
Une coupe sur pied (Golasecca, période I C).
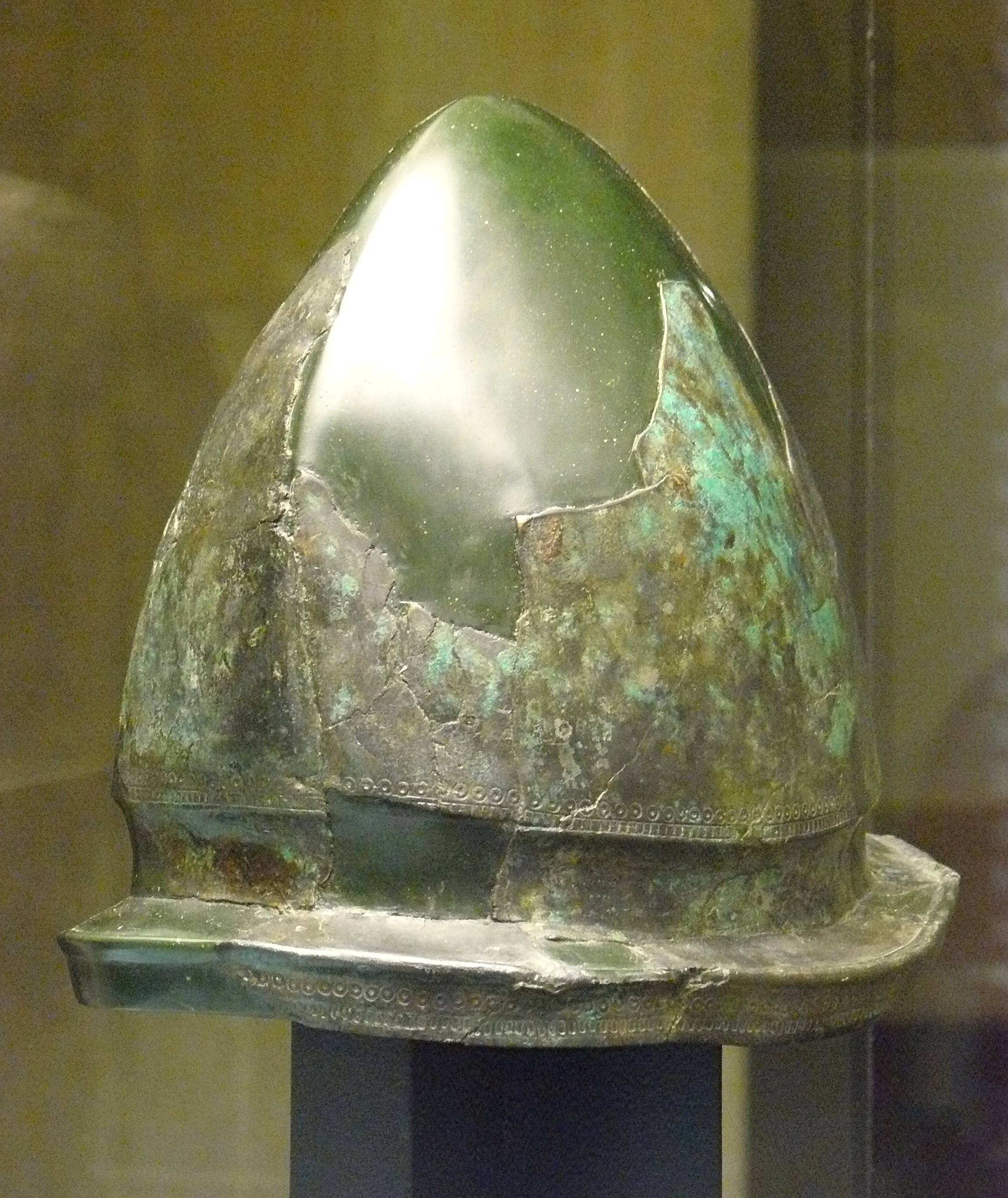
Casque type Negau Golasecca III (480-450 av. J.-C.).
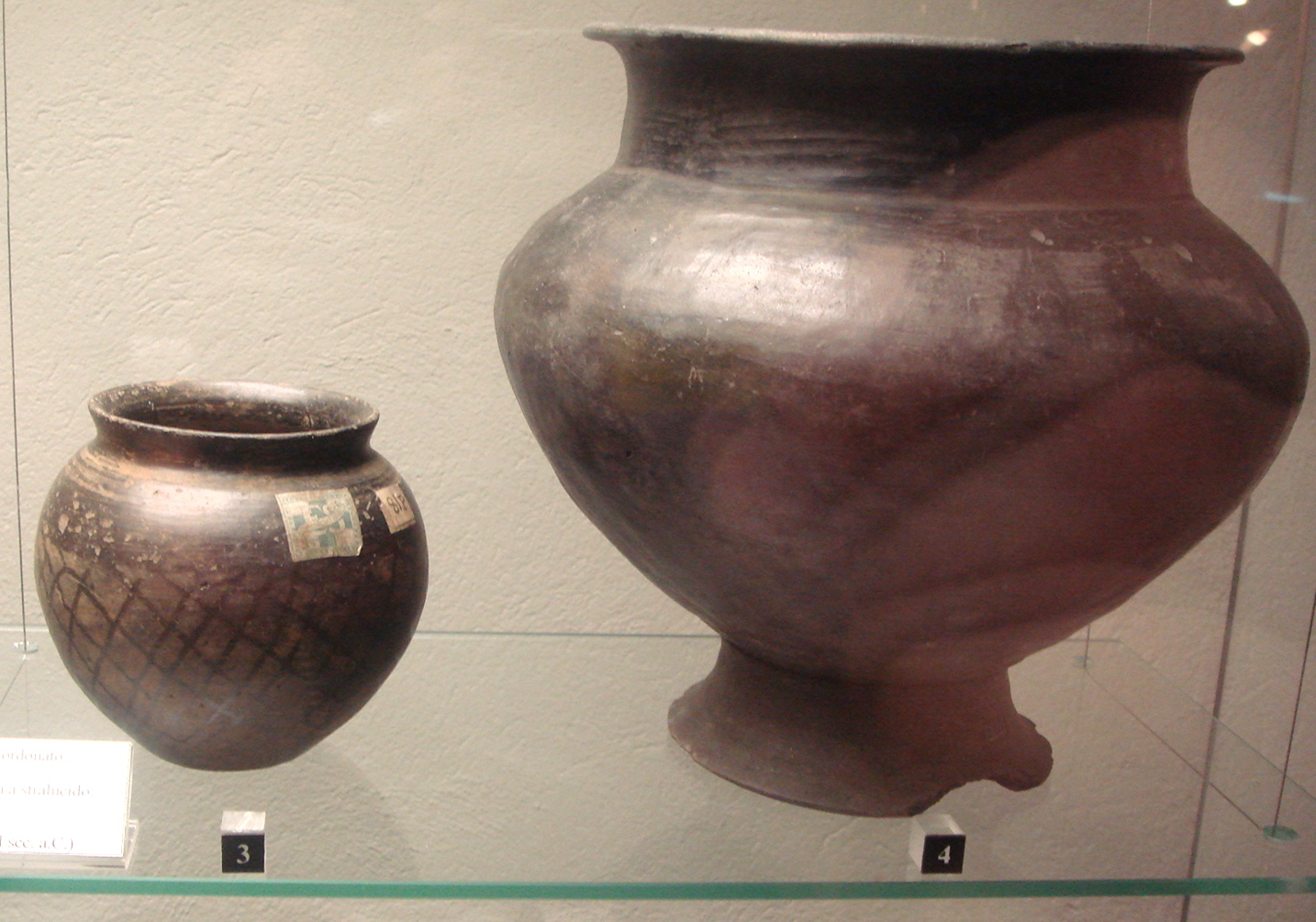
Céramiques golasecciennes.

### Perspective et récapitulatif chrono-culturel en Europe
| Système de datation archéologique de l'Europe | Chronologie                                   | Évènements en Europe | Monde hellénistique                                   | Monde italico - étrusque | Monde celtique            | Monde celtique                           | Monde celtique           | Monde celtique                                                                                             |
| --------------------------------------------- | --------------------------------------------- | --- | ----------------------------------------------------- | ------------------------ | ------------------------- | ---------------------------------------- | ------------------------ | --- |
|                                               |                                               | |                                                       |                          | Celtes d'Allemagne du Sud | Celtes de la Gallia comata/Gaulois       | Celtes d'Europe de l'Est | Celtes golasecciens / Italie du Nord-Ouest                                                                 |
| Âge du bronze récent                          | -1200 - 1100 av. J.C. / XIIe siècle av. J.-C. | Déclin de la civilisation mycénienne / Linéaire C | Helladique récent IIIC1                               | Culture de Terramare     | Hallstatt A1              | Bronze final IIA                         | Hallstatt A1             | Culture de Canegrate                                                                                       |
| Âge du bronze récent                          | -1100 - -1000 av. J.C / XIe siècle av. J.-C.  | Fin de la civilisation mycénienne / Linéaire C | Helladique récent IIIC2/IIIC3 / Culture submycénienne | Proto-villanovien        | Hallstatt A2              | Bronze final IIB                         | Hallstatt A2             | Culture de Canegrate                                                                                       |
| Âge du fer ancien                             | -1000 - -900 av. J.C.                         | Migration celtes | Période protogéométrique                              | Proto-villanovien        | Hallstatt B1              | Bronze final IIIA                        | Hallstatt B1             | Proto-golasseccien                                                                                         |
| Âge du fer ancien                             | -900 - -800 av. J.C. /                        | Fondation de Carthage -814 avant J.C. | Géométrique                                           | Villanovien I            | HallstattB2/B3            | Bronze final IIIB                        | Hallstatt B2/B3          | Proto-golaseccien                                                                                          |
| Âge du fer ancien                             | -800 - -700 av. J.C. /                        | Fondation de Rome -753 avant J.C. | Géométrique récent                                    | Villanovien II           | Hallstatt C               | Hallstatt ancien                         | Hallstatt C              | Golasecca IA                                                                                               |
| Âge du fer ancien                             | -700 - -600 av. J.C. / VIe siècle av. J.-C.   | Grands tumulus du Bade-Wurtemberg / Acquisition de l'écriture à Golasecca / premiers sites proto-urbains celtes                                         | Période orientalisante                                | Villanovien III          | Halstatt C/Ha C           | Hallstatt ancien                         | Halstatt C/Ha C          | Gollasecca 1B / 1C                                                                                         |
| Âge du fer ancien                             | -600 - -500 av. J.C. / VIe siècle av. J.-C.   | Monarchie romaine | Grèce archaïque                                       | Culture étrusque         | Hallstatt D               | Hallstatt moyen à final                  | Hallstatt D              | Golasecca 2A / 2B                                                                                          |
| Âge du fer ancien                             | -500 - -400 av. J.C. / Ve siècle av. J.-C.    | Fondation de Massillia -400 | Grèce archaïque                                       | Monarchies étrusques     | Hallstatt D/Ha D          | Hallstatt moyen - final/Ha moyen - final | Hallstatt D/Ha D         | Golasecca 2B / 2C                                                                                          |
| Âge du fer moyen                              | -400 - -300 av. J.C. / IVe siècle av. J.-C.   | Sac de Rome (-384) ; Bataille de l'Allia ; conquêtes d'Alexandre le Grand et extension de la koinè celtique                                             | Fondation de Massillia - Période classique            | République romaine       | La Tène A                 | La Tène Ancienne                         | La Tène A                | Golasecca III                                                                                              |
| Âge du fer moyen                              | -300 à -200 / IIIe siècle av. J.-C.           | Bataille de Sentinum (-295) / Expédition militaire celte par le chef de guerre Brennos contre Delphes (-279)                                            | Période hellénistique (jusqu'en -227)                 | République romaine       | La Tène B                 | La Tène moyenne                          | La Tène B                | La Tène moyen / La tène B                                                                                  |
| Âge du fer récent                             | -200 à -100 / IIe siècle av. J.-C.            | Siège et chute de Numance (-133) / Victoire romaine sur la coalition celte sur le Rhône des Arvernes et des Allobroges menée par le roi Bituitos (-121) | Grèce romaine                                         | République romaine       | La Tène C                 | La Tène tardive                          | La Tène C                | Romanisation de l'aire d'implantation des celtes d'Italie                                                  |
| Âge du fer récent                             | -100 à -27 / Ier siècle av. J.-C.             | Guerre des Gaules (-58/-50) / Bataille d'Alésia -52 / Avènement de l'Empire romain (-27)                                                                | Grèce romaine                                         | République romaine       | La Tène D                 | La Tène récente                          | La Tène D                | Le territoire celto-italique est intégré au sein de la province romaine de Gaule cisalpine (-81, puis -42) |

## Conservation

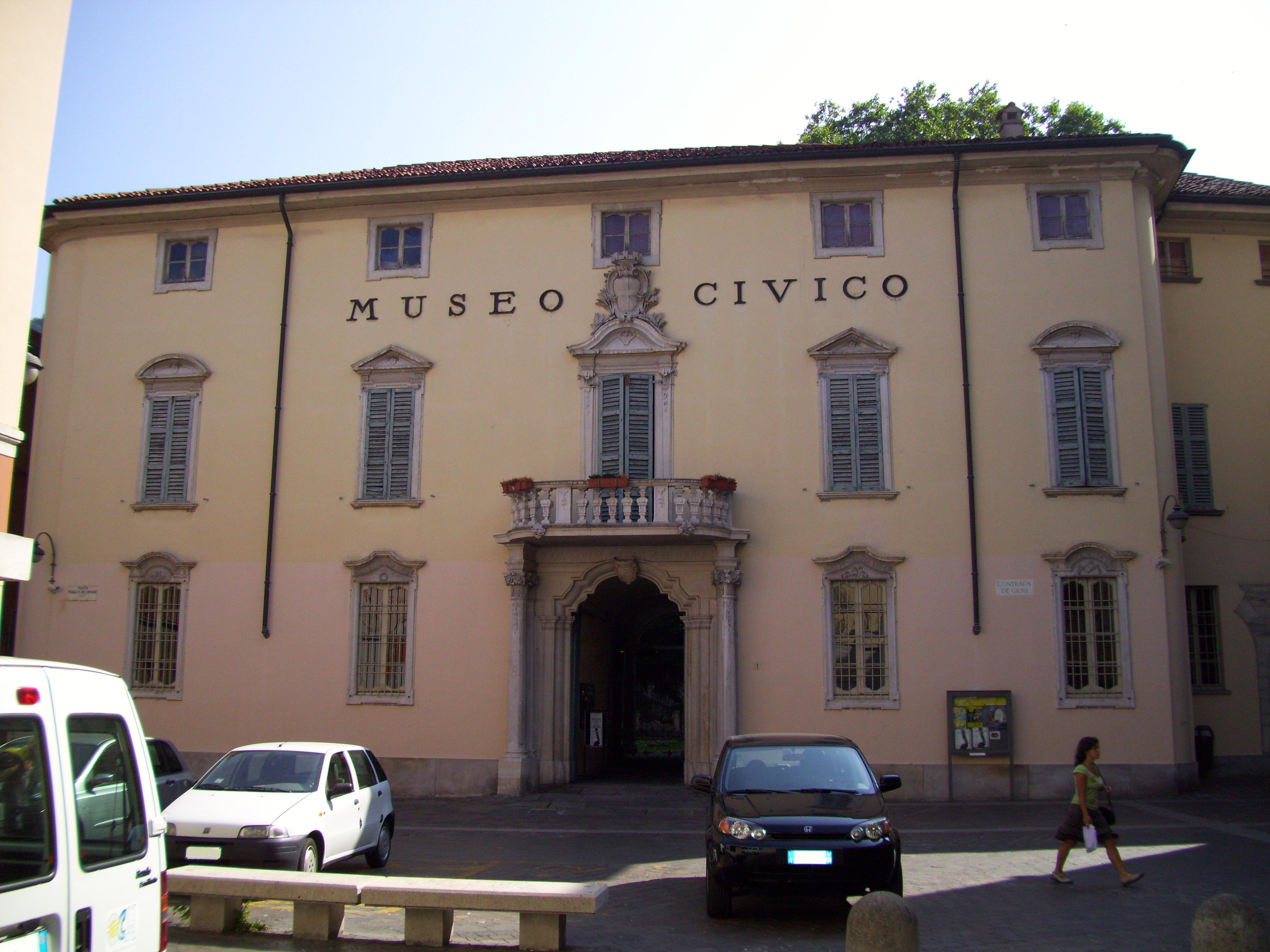
Façade du musée archéologique et préhistorique de Côme
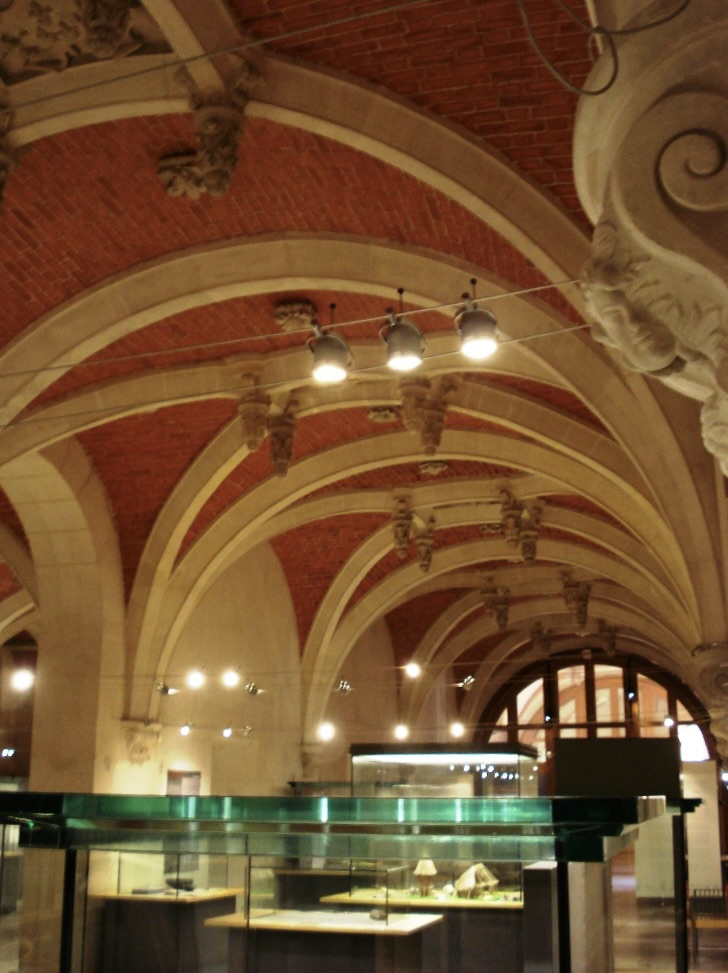
Salle d'exposition archéologique (musée de Saint-Germain-en-Laye)

### Musée archéologique de Côme
Les pièces, objets et artéfacts découverts lors de la mise au jour de la tombe de Ca'Morta sont pour la plupart mis en exposition au musée archéologique et préhistorique de la ville de Côme, Paolo Giovio.

### Complexe muséographique du district de Varèse
Une bonne partie des découvertes produites par les fouilles effectuées sur le site de Golasecca sont conservées au musée archéologique de Varèse, prenant pied au cœur de l'ensemble de l'édifice municipal de la Villa Mirabello (it).
En outre, le musée archéologique de la société archéologique de Gallarate, localisé dans la ville éponyme de Gallarate, accueille également plusieurs pièces archéologiques golasecciennes mises au jour et notamment une partie de celles retrouvées sur le site de la nécropole de Sesto Calende ; ce musée est installé dans l'édifice de l'église San Giovanni.
Enfin, également situé dans le district de Varèse, se trouve le musée archéologique de Golasecca, au sein de l'édifice de l'Antiquirium dans la ville de Golasecca, où est exposée la majeure partie des objets retrouvés sur le site funéraire de Golasecca au cours du XIXe siècle et du début du XXe siècle.

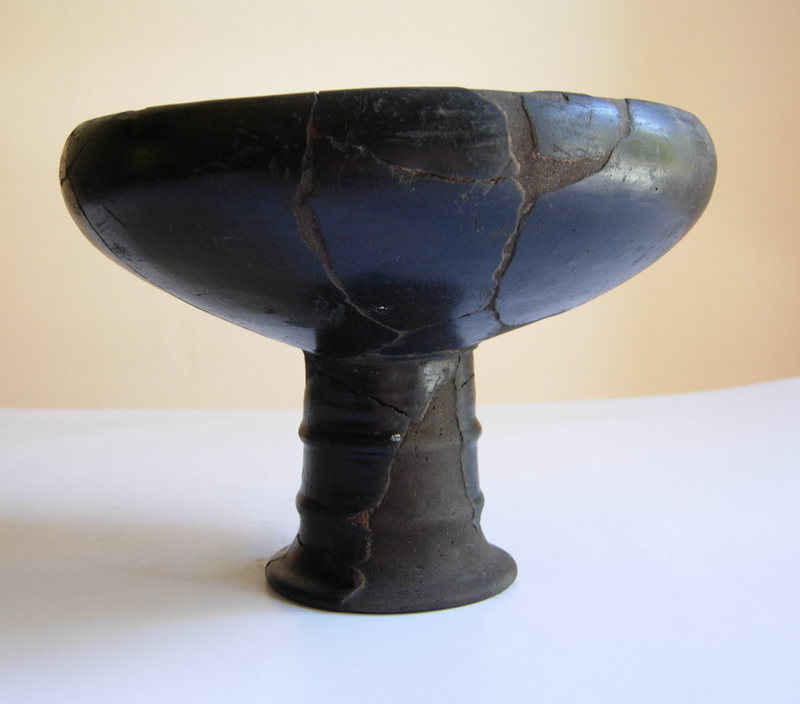
Coupe sur pied période golasecca II A, villa Mirabello à Varèse.
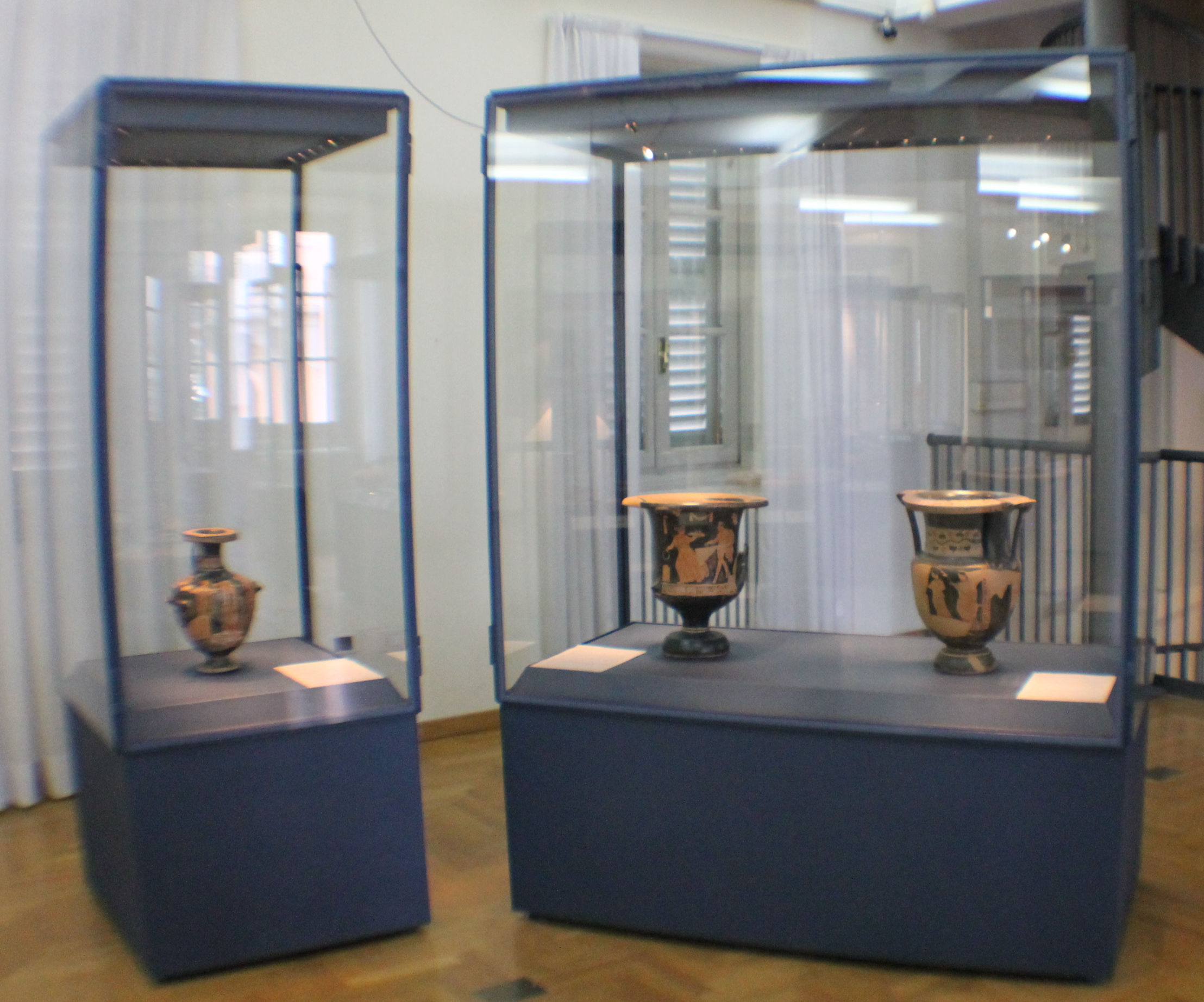
Stamnos étrusques ornementés à "figures rouges" (musée archéologique de Varèse).
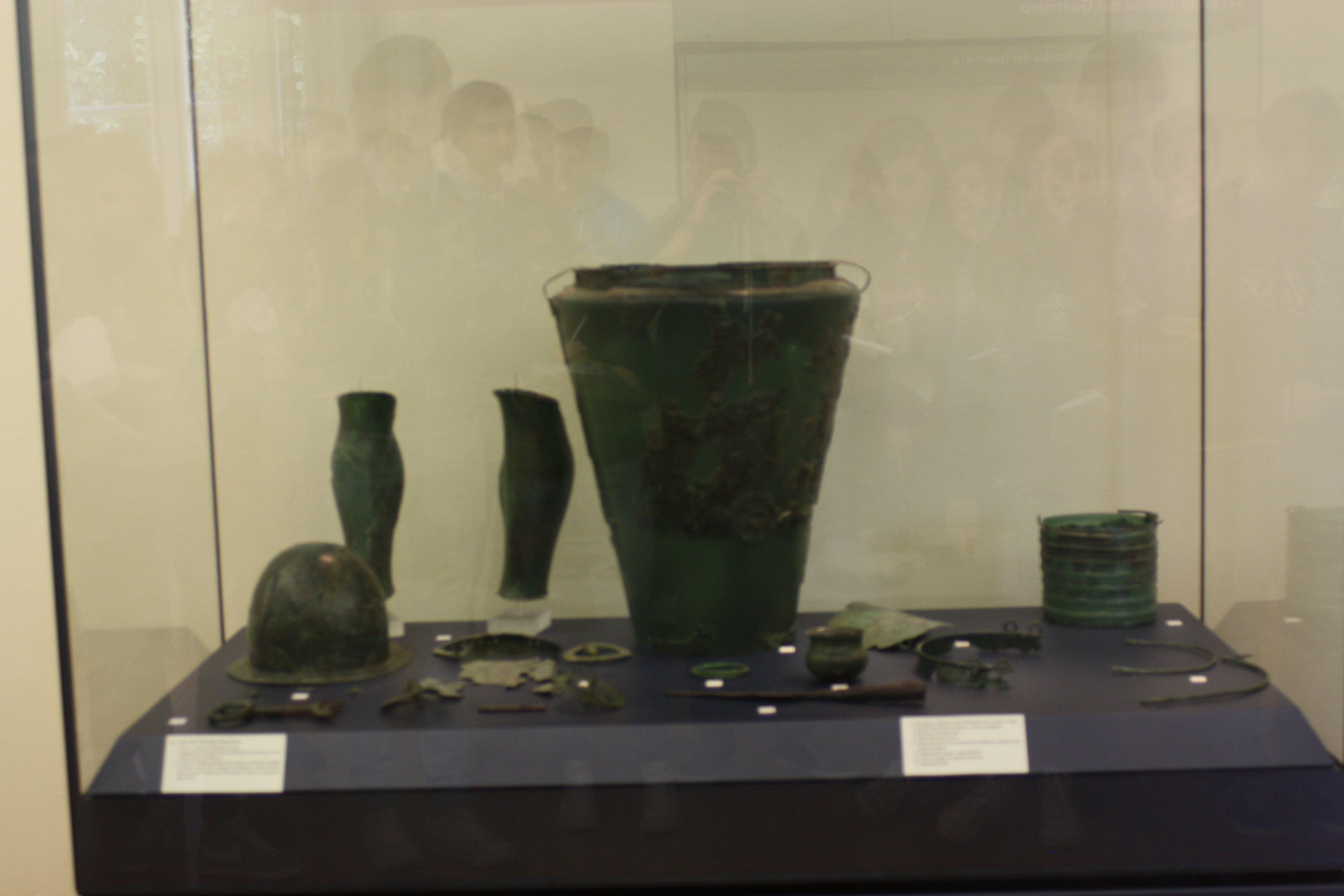
Vitrine d'éléments du viatique de la tombe du guerrier (musée archéologique de Varèse).

### Musée archéologique de Saint-Germain-en-Laye
Le musée d'Archéologie nationale de Saint-Germain-en Laye possède une collection d'objets provenant de fouilles du XIXe siècle et a organisé, du 27 novembre 2009 au 26 avril 2010, une exposition : Golasecca. Du commerce et des hommes à l’âge du Fer.

### Musée archéologique de Milan
Le musée archéologique de Milan est implanté, pour ce qui est de l'essentiel de la collection conservée, au monastère maggiore di San Maurizio, une annexe abritant le reste de la collection au château des Sforza. Outre les nombreuses reliques antiques attribuées à l'époque romaine, les objets et artéfacts de la nécropole de Trezzo sull'Adda sont conservés au musée de Milan dans leur quasi-totalité.
Par ailleurs, sont également exposés quelques éléments du viatique de la tombe du Guerrier de Sesto Calende, notamment des épées, des fibules et des œnochoés, l'ensemble ouvragé en bronze.

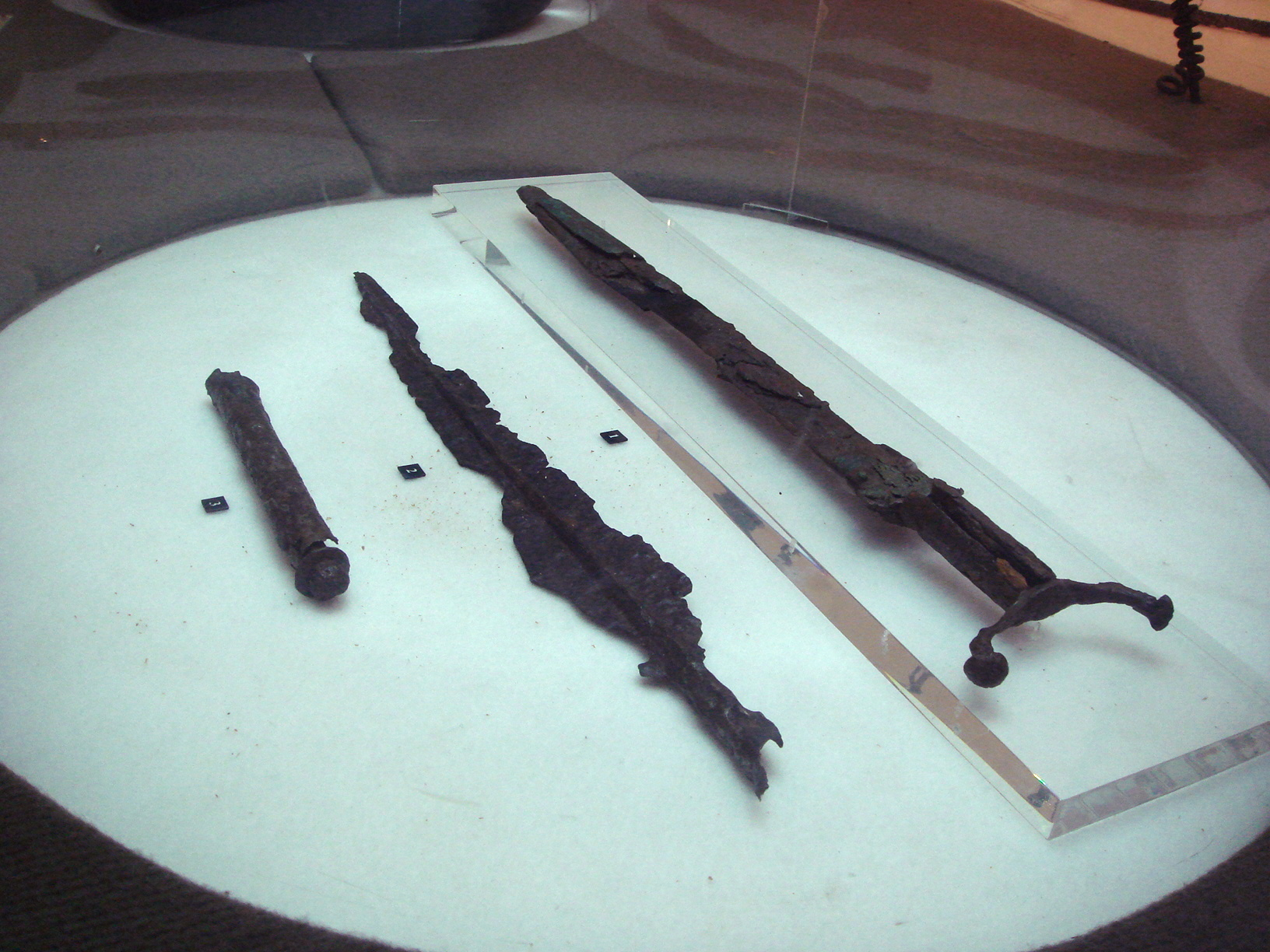
Armes et épées en bronze conservées au musée archéologique de Milan.
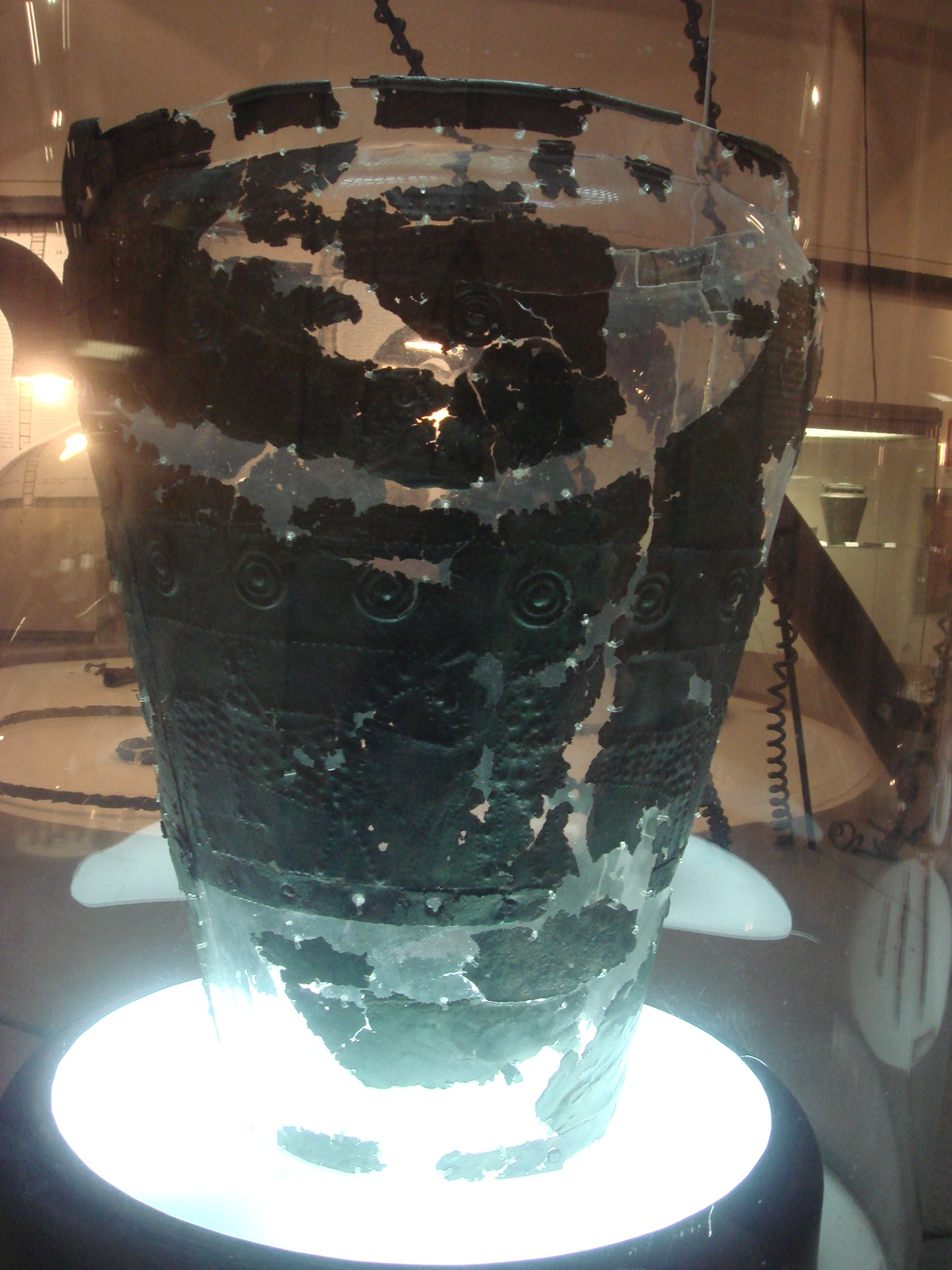
Ciste en bronze (musée archéologique de Milan).
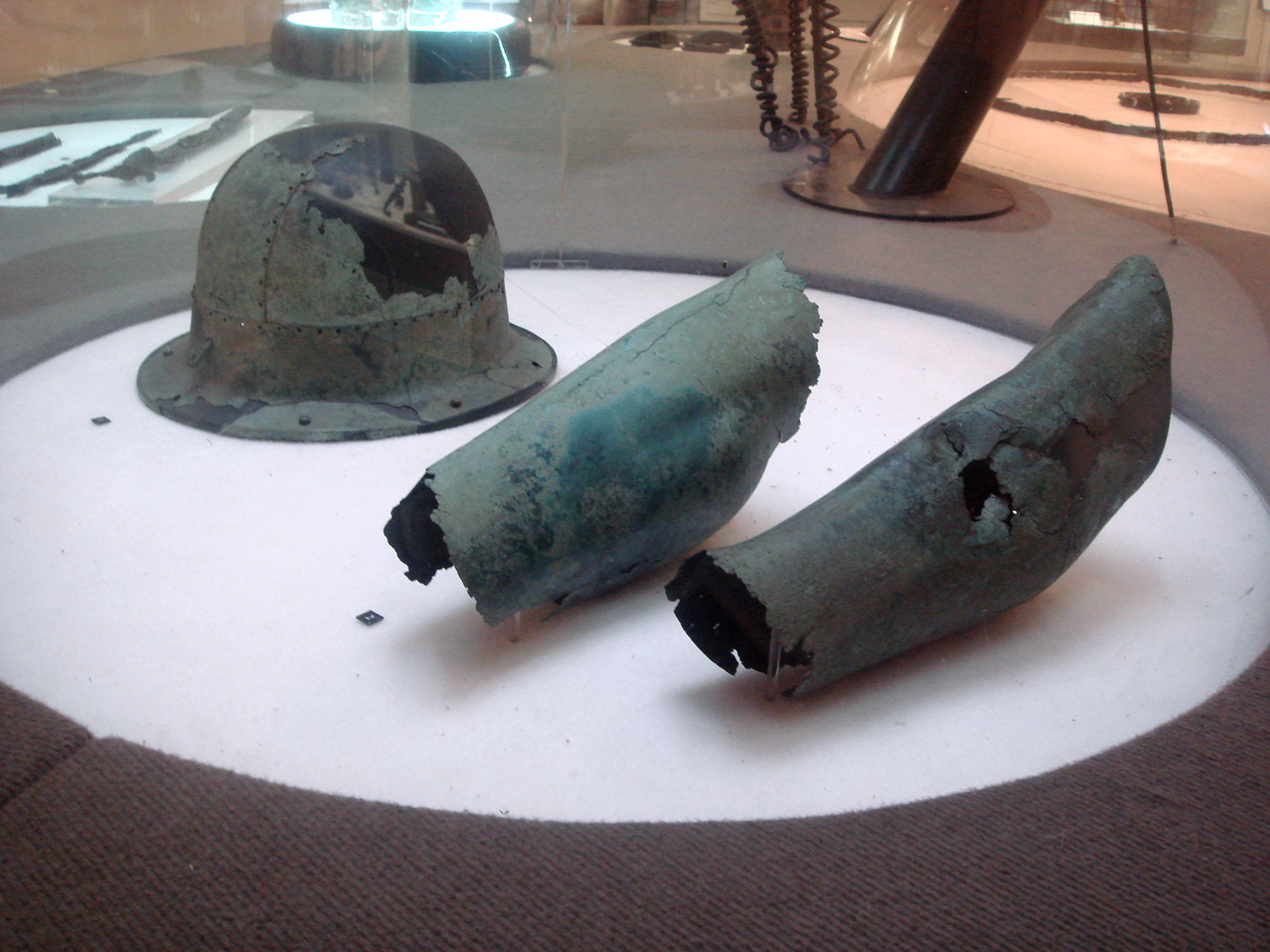
Éléments du viatique en bronze de la tombe du guerrier de Sesto Calende (musée archéologique de Milan).

### Complexe muséographique de Parre
La ville de Parre est dotée d'un musée archéologique municipal et d'un parc archéologique ; ces deux sites patrimoniaux abritent l'essentiel des découvertes concernant l'oppidum de Parre.